# Никифораки, Николай Егорович
 Никола́й Его́рович Никифора́ки (4 [16] января 1838, Екатеринославская губерния Российская империя — 15 [28] февраля 1904, Ставропольская губерния, Российская империя) — российский государственный и военный деятель, участник Кавказской и русско-турецкой войн, генерал-лейтенант, начальник Черноморского округа, губернатор Ставропольской губернии.

## Биография
Из дворян Екатеринославской губернии. Родился 4 января 1838 года в семье грека Егора Николаевича Никифораки, дворянина православного вероисповедания, уроженца Санкт-Петербургской губернии. Его отец занимал должность начальника Санкт-Петербургского жандармского управления с исправлением должности начальника 3-го отделения Собственной Его Императорского Величества Канцелярии. Николай окончив курс в Михайловском артиллерийском училище, вступил в службу 18 марта 1857 года прапорщиком в кавказскую гренадерскую артиллерийскую бригаду. В том же году он назначен командиром горной батареи 20-й Кавказской гренадерской бригады. Окончив курс в Михайловской артиллерийской академии, произведен в поручики и 6 июля 1861 года назначен в артиллерию Приамурского края, но не прибыв туда переведен в 19-ю артиллерийскую бригаду, в рядах которой он участвовал в дагестанском отряде в делах против горцев. В 1867 году назначен попечителем Черноморских прибрежных поселении. В круг обязанностей полковника Никифораки входило многое. Это и заселение нового края России как семьями из её внутренних губерний, так и за счет переселенцев из Ставропольской и Терской губерний, Закавказья, греков-переселенцев из Турции. И преобразование фортов на побережье Чёрного моря в города. Именно при нём вчерашние русские укрепления — Новороссийское, Михайловское, Тенгинское, Вельяминовское, Лазаревское, Навагинское были преобразованы в города. Тогда же Новороссийск становится крупным портовым и промышленным городом, куда по инициативе Никифораки от Екатеринодара провели железную дорогу.
В 1871 назначен попечителем Сочинского отдела попечительства о Черноморских прибрежных поселениях. В следующем году назначен попечителем Новороссийского отдела этого попечительства. В 1877 году начальствовал над войсками в Черноморском округе. Приняв командование, Николай Егорович сразу взялся за неотложные дела. Перво-наперво он принял меры безопасности: в Цемесской бухте установили торпеды с электрическими проводами, выходящими к специальным аппаратам на берегу. Особая команда ежедневно следила за морем, чтобы в случае подхода неприятеля взорвать заряды. В самом городе и на косе разместились артиллерийские батареи, а близ берега были вырыты траншеи для обороны на случай высадки турецкого десанта. Так, заботами Н. Е. Никифораки Новороссийск оказался защищенным от повторения трагических событий Крымской войны. Но вот Анапе было суждено принять огненное крещение: она подверглась бомбардировке, что болезненно отозвалось в сердцах новороссийцев. К счастью, турецкие бомбы «больше считали звезды на небе», чем попадали в дома и людей, поэтому город пострадал не так сильно.
Надежная защита Новороссийска позволила ему стать надежным прикрытием и убежищем для минных катеров, которые отсюда вместе с пароходом «Великий князь Константин» с капитаном 2-го ранга С. О. Макаровым во главе совершали свои героические ночные рейсы для нападения на турецкие броненосцы. В 1879 году назначен исполняющим должность начальника Черноморского округа. В 1883 году произведен в генерал-майоры и утвержден в должности. В 1887 году назначен на должность генерал-губернатора Ставропольской губернии. Свою деятельность новый губернатор начал с административных преобразований в губернии. Особое внимание Никифораки обращал на развитие сельского хозяйства, а на его основе промышленному производству. Так, с начала XX века по железной дороге во внутренние губернии России и за границу через Новороссийский порт отправляли до 37 млн пудов отборной пшеницы и ячменя. Из промышленных районов и из-за границы в большом количестве доставлялись сельскохозяйственные машины и усовершенствованные орудия, в том числе паровые молотилки. В период правления Никифораки наблюдался настоящий промышленный бум. На Ставрополье повсеместно вступали в строй паровые вальцовые мельницы, винокуренные и маслобойные заводы, кожевенные, свечные, мыльные…
С именем Никифораки связано устройство первой на Северном Кавказе телефонной связи. По личному распоряжению Николая Егоровича Никифораки в 1897 году между его губернским правлением и присутственными местами была устроена первая на Кавказе телефонная линия, а вскоре в городе начала работать и первая городская телефонная станция со 180 абонентами. При Никифораки в Ставрополе впервые зажглись электрические лампочки и начала работать первая в губернии электрическая станция. Губернатор проявлял огромную заботу о здравоохранении и народном образовании в Ставрополе и губернии. В 1907 году была открыта психиатрическая больница, которая стала крупнейшим лечебным центром подобного рода на Северном Кавказе. Были открыты лечебницы — прообразы нынешних поликлиник. С именем Никифораки связано открытие Ольгинской женской гимназии, училищ имени Белинского, Гоголя, Короленко, Абрамова… Для детей бедных сословий построен огромный Народный дом, где имелась бесплатная библиотека, народный театр, работали многочисленные кружки… Работала бесплатная столовая для бедных, был открыт ночлежный дом и т. д.
Благодаря поддержке губернатора Ставропольская епархия стала крупнейшей в России с сотнями православных храмов, с монастырями, число церковно-приходских школ удвоилось. В 1896 году произведен в генерал-лейтенанты. Николай Егорович Никифораки скончался 15 февраля 1904 года. Он был погребен в ограде при нём возведенного храма во имя святого Андрея Первозванного. После революции его могила была осквернена. 

## Общественное признание
В 2003 г. в Ставрополе на проспекте Карла Маркса, у железнодорожного вокзала, губернатору Никифораки был установлен памятник (скульптор Н. Ф. Санжаров).

## Награды
- Орден Белого орла
- Орден Святого Владимира IV-й степени с бантом и надписью «За 25 лет»
- Орден Святого Владимира III степени
- Орден Святого Владимира II степени
- Орден Святого Станислава III степени с мечами и бантом
- Орден Святого Станислава II степени с императорской короной
- Орден Святого Станислава I степени
- Орден Святой Анны IV степени «За храбрость»
- Орден Святой Анны III степени с мечами и бантом.
- Орден Святой Анны II степени
- Орден Святой Анны I степени
- Медаль «За покорение Западного Кавказа»
- Медаль «За труды по первой всеобщей переписи населения»
- Медаль «За покорение Чечни и Дагестана»

## В литературе
Прототип главного героя повести «Губернатор» Ильи Сургучёва.